# Хильчув
Хильчув (пол. Chylczów) — село в Польщі, у гміні Масловиці Радомщанського повіту Лодзинського воєводства.
У 1975-1998 роках село належало до Пйотрковського воєводства.